# Stanislav Mlakar
Stanislav Mlakar, slovenski policist in veteran vojne za Slovenijo, * 8. december 1958, Ljubljana.

## Odlikovanja in nagrade
Leta 2004 je prejel častni znak svobode Republike Slovenije z naslednjo utemeljitvijo: »za izjemne zasluge pri obrambi svobode in uveljavljanju suverenosti Republike Slovenije«.